# Tętniczka

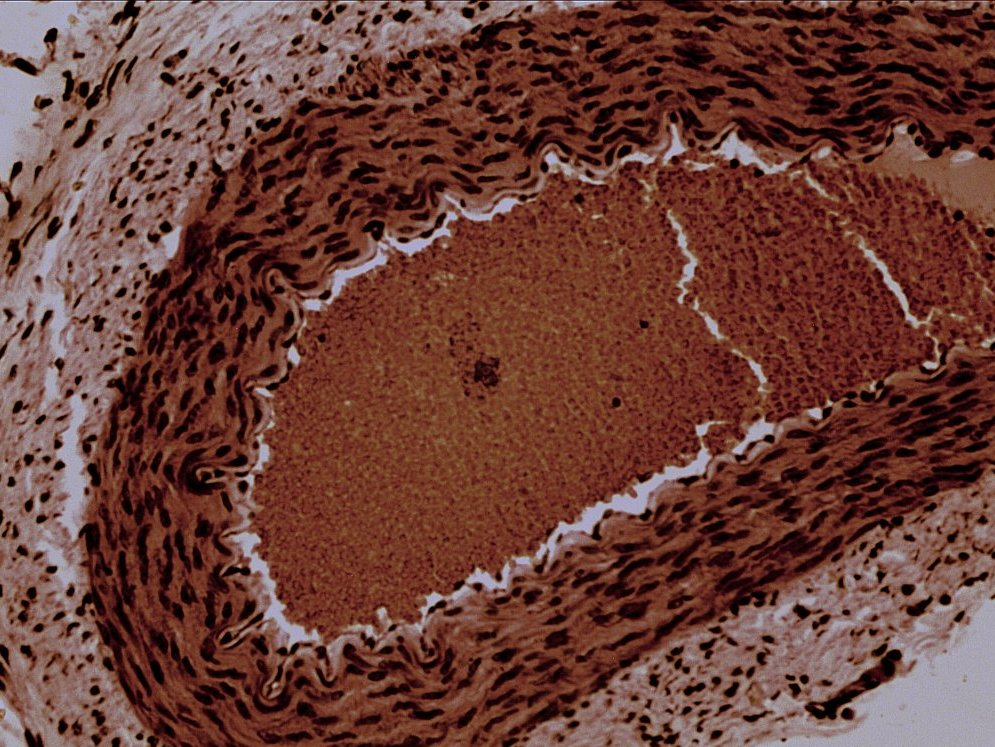
Tętniczka królika

Tętniczka, arteriola (łac. arteriola) − najmniejsze naczynie tętnicze, przechodzące w naczynia przedwłosowate, za pośrednictwem których zaopatruje w krew naczynia włosowate. Tętniczki mają zazwyczaj średnicę poniżej 100 μm, ale mogą być do nich zaliczane także naczynia o średnicy do 300 μm, a nawet do 2 mm. Ściany tętniczek są trójwarstwowe. Błona wewnętrzna jest bardzo cienka, w najmniejszych tętniczkach składająca się jedynie ze śródbłonka i błony podstawnej, pod którą w większych tętniczkach pojawiają się włókna sprężyste, tworzące w największych blaszkę sprężystą wewnętrzną. Błonę środkową buduje od jednej do pięciu warstw okrężnie przebiegających komórek mięśniowych gładkich. Błona zewnętrzna (przydanka) jest bardzo cienka i delikatna, zbudowana z tkanki łącznej luźnej.